# Dolmen de la Creu de la Llosa
El Dolmen de la Creu de la Llosa, o de la Creu de la Falibe és un dolmen del terme comunal de Queixàs, a la comarca dels Aspres, inclosa en la del Rosselló, de la Catalunya del Nord.
És a 467,4 metres d'altitud, pràcticament sobre el termenal entre Queixàs i Sant Miquel de Llotes, però dins del terme de Queixàs. És el punt mig d'una petita successió en línia formada, a més, pel Dolmen del Fornàs a l'oest i el Dolmen del Serrat d'en Jacques a l'est. De dimensions més generoses que els altres dòlmens del poble (set metres de llarg), el dolmen de la Creu de la Llosa és fet de dues rengleres paral·leles de lloses, cobertes parcialment per una de més gran, incloses dins d'un cairn circular d'uns 10 metres de diàmetre que les envolta. Orientades de nord-oest a sud-est, l'extrem nord és tancat per una altra pedra més petita; la cambra rectangular resultant fa 2,5 per 1,5 metres aproximadament. La llosa de cobertura té diversos símbols gravats, i una petita canal en fa la volta, com per recollir un líquid vessat sobre la pedra, cosa que podria fer pensar en un altar per a ofrenes de vi, llet o aigua.
Va ser estudiat per primera vegada als anys 30 del segle XX per Eugène Devaux, que l'anomenà "Dolmen de la Creu de la Llosa". Les restes ceràmiques trobades han permès datar-lo entre els anys 1500 i 1400 (a.JC), a la fi del Bronze mitjà. Tanmateix, Carreras i Tarrús hi observen "que va ser malauradament restaurat com si fos un dolmen simple amb porta-finestra, però en el qual abans hi havíem pogut encara observar, el 4 de desembre del 1989, les dues lloses davanteres que tancaven en bec, com fan tots els sepulcres de corredor antics. La llosa caiguda davant la cambra, interpretada com una llosa frontal rebaixada era, al nostre parer, un fragment de la llosa de coberta del passadís".